# Vasco Afonso
Vasco Afonso (1190 -?) foi um fidalgo e Cavaleiro medieval do Reino de Portugal, foi Senhor da Quinta de Lobão e também senhor da Domus Fortis, vulgarmente conhecida como Torre de Rabelo e do Couto de Rabelo, no julgado de Roriz, antigo concelho de Negrelos.

## Relações familiares
Foi filho de Afonso Martins (1190 -?). Casou com Maria Anes Raimundo Viegas (1190 -?) (anteriormente casada com Raimundo Viegas de Sequeira) de quem teve:
1. Rui Vasques Rebelo casou com Teresa Soares de Gusmão.